# Stigmaphyllon bogotense
Stigmaphyllon bogotense är en tvåhjärtbladig växtart som beskrevs av José Jéronimo Triana och Planch.. Stigmaphyllon bogotense ingår i släktet Stigmaphyllon och familjen Malpighiaceae. Inga underarter finns listade i Catalogue of Life.